# اوتنوروک
اوتنوروک (انگلیسی: Otnurok) یک شهرک در شهرستان بلورتسکی باشقیرستان کشور روسیه است.